# Arrondissement de Saint-Maurice
L'arrondissement de Saint-Maurice est une ancienne subdivision administrative française du département du Simplon créée le 13 décembre 1810 et supprimé 11 avril 1814.

## Composition
Il comprenait les cantons d'Entremont, de Martigny, de Monthey et de Saint-Maurice.